# Benigno Condori Chuchi

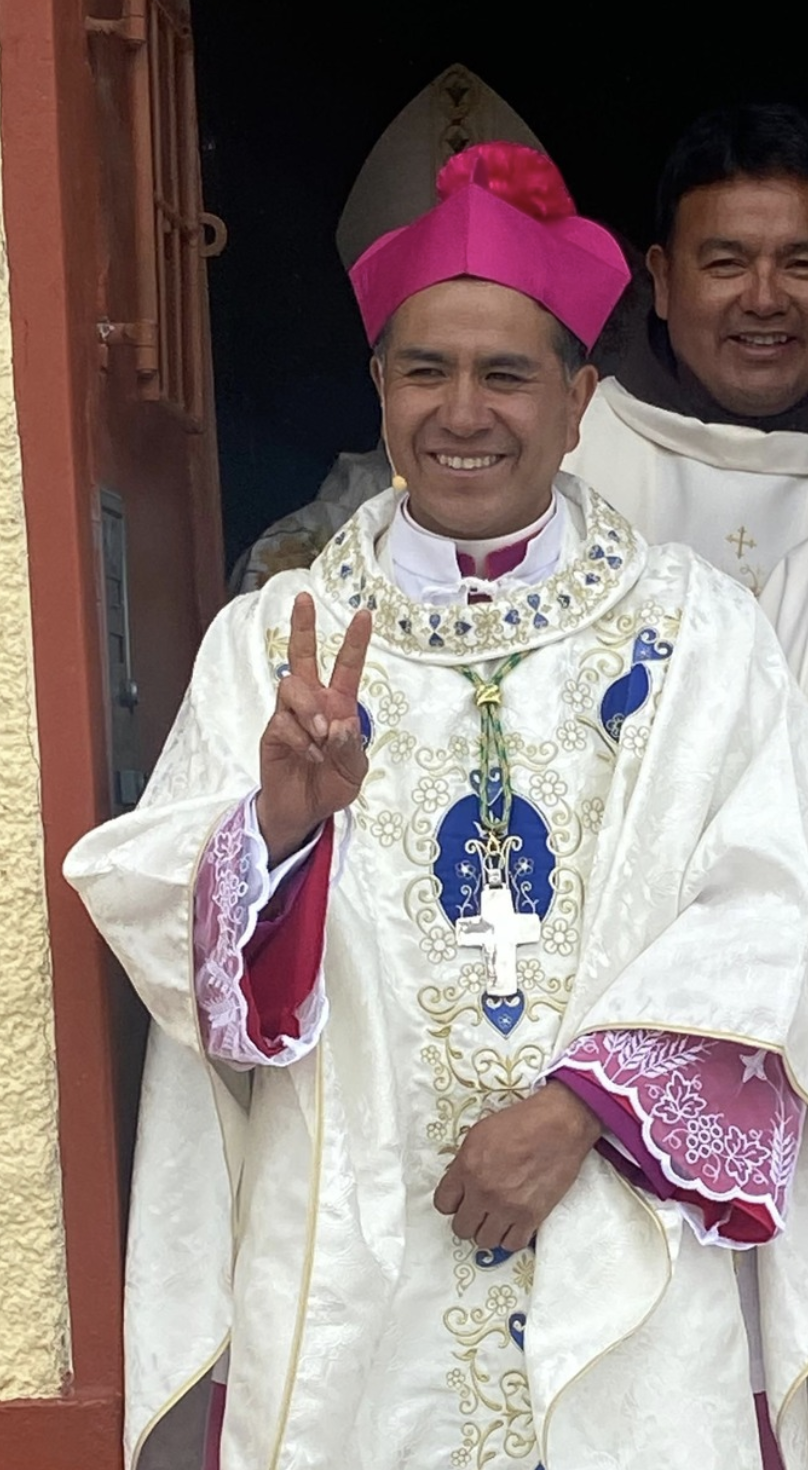
Benigno Condori Chuchi (2025)

Benigno Condori Chuchi OFM (* 22. März 1971 in Crucero, Region Puno) ist ein peruanischer römisch-katholischer Ordensgeistlicher und Prälat von Ayaviri.

## Leben
Benigno Condori Chuchi trat 1989 der Ordensgemeinschaft der Franziskaner in der peruanischen Ordensprovinz Zwölf Apostel bei und legte am 7. März 1997 die feierliche Profess ab. Er studierte Philosophie an der Facultad de Teología Pontificia y Civil de Lima und Katholische Theologie an der Pontificia Universidad Católica de Chile in Santiago de Chile. Dort erlangte er 1999 ein Lizenziat im Fach Religionswissenschaft. Zudem absolvierte er in Rom, in Chile, in Kolumbien und in Mexiko Kurse in geistlicher Begleitung und in franziskanischer Spiritualität. Am 9. September 2000 empfing er das Sakrament der Priesterweihe.
Nach der Priesterweihe war Condori Chuchi von 2000 bis 2002 für die Berufungspastoral in der Ordensprovinz Zwölf Apostel der Franziskaner verantwortlich, bevor er 2003 nationaler Assistent des Ordo Franciscanus Saecularis und der franziskanischen Jugendbewegung in Peru wurde. Von 2006 bis 2014 war er Guardian des Franziskanerkonvents San Antonio de Padua in Cusco und Pfarrer der dortigen Pfarrei Cristo Pobre de La Recoleta. Anschließend wirkte er als Pfarrer der Pfarrei Espíritu Santo und als Ökonom des Franziskanerkonvents San Antonio de Padua in Tacna (2015–2017). Nachdem Condori Chuchi 2018 kurzzeitig als Sekretär des Wahlkapitels der Ordensprovinz Zwölf Apostel fungiert hatte, wurde er 2019 Definitor sowie Sekretär für die Evangelisierung und die Missionsarbeit in der Ordensprovinz. Ab 2020 war Condori Chuchi Pfarrer der Pfarrei San Antonio de Padua in Puno und erneut Sekretär des Wahlkapitels der Ordensprovinz Zwölf Apostel.
Am 4. Oktober 2024 ernannte ihn Papst Franziskus zum Prälaten von Ayaviri. Der Bischof von Puno, Jorge Pedro Carrión Pavlich, spendete ihm am 6. Januar 2025 in der Kathedrale San Francisco de Asís in Ayaviri die Bischofsweihe; Mitkonsekratoren waren der Apostolische Nuntius in Peru, Erzbischof Paolo Rocco Gualtieri, und der Erzbischof von Arequipa, Javier del Río Alba.